# Omonadus bifasciatus
Omonadus bifasciatus är en skalbaggsart som först beskrevs av Rossi 1792.  Omonadus bifasciatus ingår i släktet Omonadus, och familjen kvickbaggar. Arten är reproducerande i Sverige.